# Matteo Trefoloni
Matteo Simone Trefoloni (Siena, 31 marzo 1971) è un ex arbitro di calcio e dirigente arbitrale italiano.

## Carriera
Si avvicina al mondo del calcio sin da adolescente come arbitro. Inizialmente arbitra nei campi di provincia e viene successivamente promosso al C.R.A. Toscana.
Dopo aver arbitrato alcuni anni in Serie D e poi in Serie C1 e C2, il 26 agosto 2001 debutta in Serie A nella gara tra Udinese e Torino 2-2. L'anno successivo è decorato con il Premio "Giorgio Bernardi", destinato al miglior giovane arbitro debuttante nella massima serie.
Dopo tre anni di partite in Serie A e Serie B viene nominato arbitro internazionale nel 2004.
Gli impegni più importanti della carriera sono la finale di Coppa Italia 2004-2005 tra (Inter-Roma) il 15 giugno 2005, e la finale di Coppa Italia 2005-2006 tra Roma e Inter, disputatasi il 3 maggio 2006.
Dopo aver preso parte nel 2005 alla fase finale del Campionato europeo di calcio Under-19 in Irlanda del Nord, nel novembre del 2006 ha debuttato anche in UEFA Champions League nella gara tra Levski Sofia e Werder Brema. Nel gennaio 2008 viene promosso nella categoria élite (quella più prestigiosa) degli arbitri UEFA.
In occasione della gara Celtic-Aalborg di UEFA Champions League nel 2008 è protagonista di un errore tecnico: espelle per aver impedito una chiara occasione da rete il giocatore dell'Aalborg Michael Beauchamp, anziché il reale autore dell'infrazione, ovvero Michael Jakobsen. L'UEFA, per questa ragione, lo sospende per un turno.
Anche a causa di questo grave errore, dal 1º luglio 2009 viene declassato dalla prima fascia di merito europea.
A fine carriera vanta 127 presenze in Serie A, tra cui numerose "classiche" del campionato italiano, come due Derby di Roma, due Milan-Juventus, una Juventus-Roma, due Inter-Roma e lo spareggio-promozione di Serie B 2003-2004 tra Perugia e Fiorentina.
Il 3 luglio 2010 viene dismesso su sua richiesta dalla CAN A-B rimanendo pur sempre associato alla sezione AIA di Siena.
Dopo una breve parentesi come membro del Consiglio Direttivo del Settore Giovanile e Scolastico, il 7 luglio 2011 viene nominato da Marcello Nicchi Presidente del Comitato Regionale Arbitri della Toscana.
Nel dicembre 2012 l'ex fischietto senese accetta l'incarico della Federazione calcistica del Kazakistan, che lo sceglie come nuovo responsabile, designatore e figura di riferimento a capo degli arbitri del paese. Suo compito, con poteri a 360°, è stato anche quello di formare nuove leve offrendo la sua esperienza. Viene presentato alla stampa kazaka dal vicepresidente e segretario della federazione, Sayan Khamitzhanov.   Attualmente ricopre l'incarico di Responsabile del Settore Tecnico arbitrale dell'Associazione Italiana Arbitri.

## Calciopoli
Nell'inchiesta di Calciopoli, compare anche il suo nome nelle intercettazioni e per questo motivo viene interrogato dai Pubblici ministeri di Napoli Beatrice e Narducci che conducono l'indagine penale. Sul piano sportivo nulla di rilevante viene riscontrato dagli organi della giustizia sportiva. La CAF proscioglie Trefoloni. L'accusa che pendeva a suo carico era infatti di aver presentato un certificato medico falso per non arbitrare la partita di Serie A Roma-Juventus che presentava "pressioni" da parte di alcuni dirigenti (arbitrali e societari). Il processo a suo carico viene chiuso e l'arbitro dichiarato non colpevole. Trefoloni, durante questa inchiesta, era stato deferito e l'AIA lo aveva cautelativamente tenuto lontano dai campi. Dopo l'assoluzione, Trefoloni torna in attività.